# Marcus Meibom
Marcus Meibom, ook wel Marcus Meijboom en gelatiniseerd Marcus Meibomius, was een Deens klassiek filoloog, muziektheoreticus, antiquair en bibliothecaris. Hij zou geboren zijn in Tönning (destijds Denemarken); hij stierf in armoede en werd begraven op 15 februari 1710 in Utrecht binnen de Nederduits-gereformeerde gemeente.
Meibom is in de muziekwereld bekend vanwege zijn publicatie Antiquae musicae auctores septem uitgegeven in 1652 bij Apud Ludovicum Elzevirum (Elzevier) in Amsterdam waar hij ook soms met vrouw Elisabeth (begraven Utrecht 24 juli 1718) en kind(eren) leefde. Hij was er immers zeker tussen 29 november 1668 en 2 januari 1670 professor aan de Athenaeum Illustre. In die publicatie drukte hij muziektheoretische geschriften af uit de klassieke oudheid, zoals van Aristoxenos, Euclides van Alexandrië, Nicomachus Gerasenus, Alypios, Gaudentois, Bakcheios Geron en Aristeides Quintilianus. Daarbij vertaalde hij die werken naar het Latijn. Een andere publicatie van hem betrof De nuptiis Philologiae et Mercurri van Martianus Capella. Veel van zijn uitgaven waren editio princeps. Zijn werken bleven veel geraadpleegd totdat Karl von Jan in 1895 zijn Musici scriptores Graeci uitgaf.
Naar aanleiding van zijn verhandelingen mocht hij gaan werken aan het hof van Christina I van Zweden, die hem ook de gelegenheid bood een concert te geven in de klassieke stijl met zang en dans, waarbij Meibom zong. Isaac Vossius sabelde het concert neer; Meiboms gezang zou voornamelijk op de lachspieren hebben gewerkt. Hij zou in de periode ook professor zijn geweest aan de Universiteit van Uppsala. Meibom viel in ongenade (hij zou een bediende van Christina een oorveeg hebben gegeven, omdat hij Meibom bij de koningin bespotte met zijn optreden) en werd tien jaar (1653-1663) bibliothecaris van Frederik III van Denemarken.
In aanvulling op zijn muziekwerk verrichtte hij andere filologische studies. Hij herzag bijvoorbeeld Diogenes Laërtius (Geschiedenis van de filologie uit de 15e eeuw). Het werd steeds opnieuw opgenomen in herdrukken van dat werk. Ander werk bestond op heruitgeven en becommentariëren van Epictetus, Cebes en het Oude Testament. Hij deed voorts onderzoek naar wiskundige verhoudingen binnen de muziek.
De nalatenschap van de man is dat hij nogal excentriek was en polemisch van aard.

## Schriften
- Antiquae Musicae Auctores Septem. Graece et Latine. 1652 .
- De Proportionibus. (De proportionibus dialogus) 1655
- Liber de Fabrica Triremium. 1671
- Davidis psalmi X. 1690.
- Diogenes Laertius. 1692.
- Davidis Psalmi duodecim, & totidem Sacrae Scripturae Veteris Testamenti integra capita. 1698.

1. ↑  Er is onduidelijkheid omtrent zijn geboortejaar (1621 tot en met 1630 wordt genoemd, alsook zijn sterfjaar (1710/1711).
2. ↑  Raadpleging Utrechts Archief, 24 december 2020.